# Tafeltennis op de Paralympische Zomerspelen 2000
Op de XIe Paralympische Spelen die in 2000 werden gehouden in het Australische Sydney was tafeltennis een van de negentien sporten die werd beoefend.

## Evenementen
In totaal waren er dertig onderdelen op de Paralympische Zomerspelen van 2000; negentien voor mannen en elf voor vrouwen
Mannen, individueel
- Klasse 1
- Klasse 2
- Klasse 3
- Klasse 4
- Klasse 5
- Klasse 6
- Klasse 7
- Klasse 8
- Klasse 9
- Klasse 10
- Klasse 11

Mannen, dubbel
- Klasse 1-2
- Klasse 3
- Klasse 4
- Klasse 5
- Klasse 6-7
- Klasse 8
- Klasse 9
- Klasse 10

Vrouwen, individueel
- Klasse 1-2
- Klasse 3
- Klasse 4
- Klasse 5
- Klasse 6-8
- Klasse 9
- Klasse 10
- Klasse 11

Vrouwen, dubbel
- Klasse 1-3
- Klasse 4-5
- Klasse 6-10

## Mannen

### Dubbel
| Rank | Land       |
| ---- | ---------- |
| 1    | Zuid-Korea |
| 2    | Tsjechië   |
| 3    | Frankrijk  |

| Rank | Land                |
| ---- | ------------------- |
| 1    | Frankrijk           |
| 2    | Verenigd Koninkrijk |
| 3    | Zuid-Korea          |

| Rank | Land       |
| ---- | ---------- |
| 1    | Frankrijk  |
| 2    | Zuid-Korea |
| 3    | Tsjechië   |

| Rank | Land       |
| ---- | ---------- |
| 1    | Zuid-Korea |
| 2    | TPE        |
| 3    | Zweden     |

| Rank | Land             |
| ---- | ---------------- |
| 1    | Duitsland        |
| 2    | Frankrijk        |
| 3    | Verenigde Staten |

| Rank | Land       |
| ---- | ---------- |
| 1    | Zuid-Korea |
| 2    | Frankrijk  |
| 3    | Duitsland  |

| Rank | Land      |
| ---- | --------- |
| 1    | Nigeria   |
| 2    | Slowakije |
| 3    | TPE       |

| Rank | Land      |
| ---- | --------- |
| 1    | Frankrijk |
| 2    | Tsjechië  |
| 3    | Spanje    |

### Individueel
| Klasse    | land | Goud                | land | Zilver            | land | Brons             |
| --------- | ---- | ------------------- | ---- | ----------------- | ---- | ----------------- |
| Klasse 1  | KOR  | Hae Gon Lee         | FIN  | Matti Launonen    | SUI  | Rolf Zumkehr      |
| Klasse 2  | KOR  | Kyung Mook Kim      | KOR  | Kong Yong Kim     | CZE  | Martin Zvolanek   |
| Klasse 3  | FRA  | Jean-Philippe Robin | YUG  | Zlatko Kesler     | FRA  | Michel Peeters    |
| Klasse 4  | CZE  | Michal Stefanu      | KOR  | Tae Hyung Um      | KOR  | Kyoung Sik Choi   |
| Klasse 5  | FRA  | Christophe Durand   | TPE  | Chang Shen Chou   | ESP  | Manuel Robles     |
| Klasse 6  | SWE  | Johnny Eriksson     | GER  | Daniel Arnold     | SWE  | Mattias Karlsson  |
| Klasse 7  | GER  | Jochen Wollmert     | ISR  | Zeev Glikman      | FRA  | Stephane Messi    |
| Klasse 8  | ESP  | Alvaro Valera       | FRA  | Alain Pichon      | FIN  | Kimmo Jokinen     |
| Klasse 9  | NGR  | Tajudeen Agunbiade  | AUT  | Stanislaw Fraczyk | NGR  | Femi Alabi        |
| Klasse 10 | CZE  | Ivan Karabec        | ESP  | Jose Manuel Ruiz  | SWE  | Fredrik Andersson |
| Klasse 11 | POL  | Piotr Skrobut       | POL  | Tomasz Wojtas     | ESP  | Angel Garrido     |

## Vrouwen

### Dubbel
| Rank | Land      |
| ---- | --------- |
| 1    | Frankrijk |
| 2    | Duitsland |
| 3    | Nederland |

| Rank | Land      |
| ---- | --------- |
| 1    | China     |
| 2    | Duitsland |
| 3    | TPE       |

| \| Rank \| Land \| \| ---- \| --------- \| \| 1 \| China \| \| 2 \| Tsjechië \| \| 3 \| Frankrijk \| |           |
| Rank                                                                                                 | Land      |
| 1 | China     |
| 2 | Tsjechië  |
| 3 | Frankrijk |

### Individueel
| Klasse     | land | Goud              | land | Zilver                  | land | Brons             |
| ---------- | ---- | ----------------- | ---- | ----------------------- | ---- | ----------------- |
| Klasse 1-2 | JOR  | Maha Al-Bargouti, | FRA  | Isabelle Lafaye Marziou | GBR  | Catherine Mitton  |
| Klasse 3   | SVK  | Alena Kanova      | JPN  | Satoko Fujiwara         | GER  | Monika Bartheidel |
| Klasse 4   | GER  | Christiane Pape   | GER  | Monika Sikora           | SUI  | Alice Rast        |
| Klasse 5   | CHN  | Wei Hong Chen     | CHN  | Gui Xiang Ren           | CZE  | Jitka Pivarciova  |
| Klasse 6-8 | CHN  | Xiaoling Zhang    | FRA  | Bernadette Darvand      | FRA  | Martine Thierry   |
| Klasse 9   | FRA  | Thu Kamkasomphou  | CHN  | Mei Li Liu              | CHN  | Fuqun Luo         |
| Klasse 10  | CZE  | Jolana Davidkova  | FRA  | Michelle Sevin          | JPN  | Yasuko Kudo       |
| Klasse 11  | HKG  | Wai Ling Lai      | SVK  | Viera Kasparova         | UKR  | Nataliya Ivanova  |

Atletiek · Bankdrukken · Basketbal · Boogschieten · Boccia · CP-voetbal · Goalball · Judo · Paardensport · Rugby · Schermen · Schietsport · Tafeltennis · Tennis · Volleybal · Wielersport · Zeilen · Zwemmen
Rome 1960 ·
Tokio 1964 ·
Tel Aviv 1968 ·
Heidelberg 1972 ·
Toronto 1976 ·
Arnhem 1980 ·
New York & Stoke Mandeville 1984 ·
Seoel 1988 ·
Barcelona 1992 ·
Atlanta 1996 ·
Sydney 2000 ·
Athene 2004 ·
Peking 2008 ·
Londen 2012 ·
Rio de Janeiro 2016 ·
Tokio 2020 ·
Parijs 2024 ·
Los Angeles 2028